# إستر غريثر
إستر غريثر (بالإنجليزية: Esther Grether)‏ (من مواليد عام 1936) هي سيدة أعمال سويسرية قدرت مجلة فوربس في عام 2013 القيمة الصافية لثروة أسرتها بمبلغ 2.2 مليار دولار.

## حياتها المُبكرة
وُلدت إستير غريثر عام 1936.

## حياتها المهنية
ورثت غريثر شركة منتجات العناية بالجمال والرعاية الصحية من زوجها الراحل هانز غريثر في عام 1975، والتي واصلت إدارتها مع بناتها. تولت غريثر رئاسة مجلس إدارة مجموعة دويتش غريثر ومقرها بازل منذ أكثر من ثلاثين عامًا. كما عملت في مجلس إدارة مجموعة سواتش من عام 1986 حتى عام 2014.
قدرت مجلة فوربس في عام 2013 القيمة الصافية لثروة أسرتها بمبلغ 2.2 مليار دولار.

## جمع الأعمال الفنية
تمتلك غريثر واحدة من أثمن المجموعات الفنية في القرن العشرين في العالم. تضم مجموعتها أكثر من 600 قطعة تشمل أعمال بابلو بيكاسو، وبول سيزان، وسلفادور دالي، وفرانسيس بيكون وألبرتو جياكوميتي. تحتفظ غريثر بالمجموعة في مصنع طباعة مُحولة بمنزلها. كما تمتلك غريثر لوحة «بيثون» ثلاثية الألوان، من مايو إلى يونيو 1973 (إحدى ثلاثيات بيكون، ثلاثية الجوانب السوداء) التي اشترتها في مزاد عام 1989 مقابل 6.3 مليون دولار، وهو سعر قياسي للوحات بيكون في ذلك الوقت. يُعتقد أيضًا أنها تمتلك ثلاث لوحات ثلاثية أخرى من لحم الخنزير المقدد من السبعينات.
استطاع رجل الأعمال السويسري إرنسي بايلر في ديسمبر 1962 شراء المجموعة الكاملة لمجمع التحف الفنية الأمريكي ديفيد تومبسون والتي تضم أعمال جياكوميتي البالغ عددها 70، بفضل ضمان بنكي قدمه هانز غريثر، بضمان أسهم مجموعة دويتش غريثر.

## روابط خارجية
- Doetsch Grether AG - About us